# Stumme Rolle
Eine stumme Rolle ist eine Bühnen- oder Filmfigur, die keinen Text sprechen oder singen muss.

## Nebenrollen
Als Nebenrollen in Opern und Schauspielen gibt es zahlreiche stumme Rollen. Unter den Dramatis personae zu Beginn der Stücktexte sind sie oft mit dem Zusatz „stumme Rolle“ gekennzeichnet. Auch Statisten haben meist keinen Text. Diese Figuren müssen nicht stumm in dem Sinne sein, dass sie nicht sprechen könnten.

## Hauptrollen
Stumme Hauptrollen sind seltener. Bei ihnen wird die Stummheit zum Thema gemacht. Sie sind fast ausnahmslos „gute“ Figuren. Es gibt solche, die grundsätzlich nicht sprechen können oder nicht sprechen wollen wie zum Beispiel die Kattrin in Bertolt Brechts Mutter Courage und ihre Kinder, und solche, die im Lauf der Handlung das Sprechen lernen oder die verlorene Sprache wiedergewinnen. Solchen Figuren wird oft durch „gestische“ Musik (Melodram) eine Sprache verliehen. Weil den stummen Figuren die normale Sprache fehlt, glaubt man, dass sie sich nicht verstellen, und ihre Bemühungen, etwas verständlich zu machen, wirken rührend. Dabei sind sie meist die künstlichsten Figuren des Spiels. 

### Bühne
Ihre Geschichte geht auf die Pariser Jahrmarktstheater zurück, in denen seit dem 17. Jahrhundert zeitweise das Sprechen verboten war. In Molières Stück Der Arzt wider Willen (1666) täuscht die junge Lucinde Stummheit vor, um die von ihrem Vater arrangierte Ehe nicht eingehen zu müssen. 
Aus dieser Situation entwickelte sich die moderne Pantomime. Noch die Pariser Boulevardtheater im 19. Jahrhundert waren gezwungen, stumme Figuren auftreten zu lassen, weil die Anzahl sprechender oder singender Figuren auf der Bühne durch die Lizenz des Theaters eingeschränkt wurde. Zeitweise in dieser Situation war zum Beispiel das Théâtre de la Porte Saint-Martin. Dadurch entwickelte sich ein darstellerisches Handwerk des stummen Spiels. Pantomimen waren aber nicht grundsätzlich stumm. Es gab jedoch stehende Rollen, die durchwegs stumm waren, wie den Pierrot im Théâtre des Funambules. – Auf ein stummes Spiel im Ballett spezialisiert sind die Mimiker.
Stumme Hauptrollen waren beliebt in der heute untergegangenen Theatergattung des Melodrams, die seit Beginn des 19. Jahrhunderts vor allem in den Theatern am Pariser Boulevard du Temple gepflegt wurde, aber weltweite Ausstrahlung hatte. Berühmte stumme Hauptrollen waren Victorin in Die Waise und der Mörder (1816), Eloi in Der Hund des Aubry (1814) sowie die Titelfigur in Yelva, die russische Waise (1828). Als Experiment wurde die stumme Hauptrolle der Melodramen 1828 auch in eine Grand opéra übernommen: La muette de Portici. Die stumme Rolle des Fischermädchens Fenella wurde oft von einer Tänzerin verkörpert, konnte aber auch von einer Schauspielerin oder Sängerin gegeben werden.
Eine Parallele zeigt sich zwischen stummen Rollen und dressierten Tieren, die manchmal in Bühnenstücke integriert wurden, wie in Der Hund des Aubry, wo ein dressierter Hund und eine stumme menschliche Rolle zusammentreffen, beide mit rührender Wirkung.
In der im Jahre 1830 spielenden Oper Der junge Lord von Bachmann und Henze (1965) wird diese Tradition reflektiert. Barrat, der vermeintliche Neffe von Sir Edgar, tatsächlich aber ein Zirkusaffe, spricht, singt und tanzt. Der Onkel hüllt sich in vornehmes Schweigen. Er hat einen Sekretär, der für ihn spricht.

### Film
Die Tradition der stummen Figuren der Boulevardbühnen hat sich über Vaudeville und Music Hall auf den Stummfilm übertragen, wie Charlie Chaplin oder Buster Keaton zeigen. Auch im Tonfilm gab es noch stumme Figuren wie Harpo Marx von den Marx Brothers, der sich akustisch durch nur sein Harfenspiel und mit Hupen und Pfeifen verständlich machte. Sein pantomimisches Talent büße erheblich an Faszination ein, sobald er zu sprechen beginne, so habe ein Kritiker aus der Vaudeville-Zeit jener Truppe bemerkt. Harpo ließ sich nur widerwillig überzeugen, wurde dann aber zu einem „Stummfilmstar der Tonfilmära“.
In der Filmgeschichte sind stumme Hauptrollen recht häufig. Eines der berühmtesten Beispiele ist der britisch-kanadische Abenteuerfilm Wie ein Schrei im Wind (1966), in dem eine stumme Waise (Rita Tushingham) im Jahr 1850 an einen in der Wildnis Kanadas lebenden Trapper (Oliver Reed) verkauft wird. Dieses Motiv nahm The Piano von Jane Campion im Jahr 1993 auf. Hier dient die Musik als Ersatzsprache.
In dem Film Gottes vergessene Kinder (1986), der auf ein Theaterstück zurückgeht, zeigen sich deutliche Parallelen zum Bühnenmelodrama. Auch der Film Nell (1994) basiert auf einem Theaterstück. Das Erforschen und Erlernen von Sprache als Thema zeigt sich auch etwa bei Leeloo aus Das fünfte Element (1997).
Der Begriff der stummen Rolle kann im Film auch auf Tiere (Flipper, Fury, Lassie, Kommissar Rex) oder Maschinen (wie lebendige Autos: Herbie) ausgedehnt werden. Die dramaturgischen Mittel und die musikalische Unterstützung sind ähnlich wie bei menschlichen stummen Rollen, wenn auch die Grenze zur Komik schneller überschritten ist.